# Odynerus longicornis
Odynerus longicornis är en stekelart som beskrevs av Fox 1902. Odynerus longicornis ingår i släktet lergetingar, och familjen Eumenidae. Inga underarter finns listade i Catalogue of Life.